# Star Wars: Aftermath - Debito di vita
Star Wars: Aftermath - Debito di vita (Star Wars: Aftermath: Life Debt) è un romanzo di Guerre stellari di Chuck Wendig, pubblicato nel 2017 da Del Rey Books. Il romanzo è il secondo della trilogia Aftermath, che esplora il periodo di tempo che intercorre tra Il ritorno dello Jedi e Il risveglio della Forza. In quanto tale è il seguito di Star Wars: Aftermath ed è seguito a sua volta da Aftermath: La fine dell'Impero (Aftermath: Empire's End), uscito nel 2018.
Il romanzo fa parte del progetto "Viaggio verso Star Wars: Il risveglio della Forza", un'iniziativa editoriale partita nel 2015 per collegare la trilogia originale a quella sequel. La serie Aftermath ripropone personaggi già visti come Wedge Antilles, un pilota di caccia Ala-X apparso nella trilogia originale, e l'ammiraglio imperiale Rae Sloane, introdotto come capitano nel romanzo Star Wars: Una nuova alba del 2014 di John Jackson Miller. Wendig introduce anche diversi nuovi personaggi, tra cui l'ex ribelle pilota Norra Wexley, suo figlio adolescente Temmin Wexley detto Snap, il cacciatore di taglie Zabrak Jas Emari, e il traditore imperiale Sinjir Rath Velus, uno dei primi personaggi gay nell'universo di Guerre stellari. Ospite speciale di questo capitolo è Ian Solo, attorno al quale gira la vicenda.
Come nel primo romanzo, la narrazione principale è interrotta da alcuni interludi che raccontano episodi slegati utili a definire il contesto storico.

## Trama
Il romanzo si apre sul pianeta Jakku. Siamo intorno all'anno 25 BBY. Yupe Tashu, consigliere personale dell'Imperatore Palpatine, comincia delle misteriose ricerche di carattere scientifico tra le sabbie dell'inospitale pianeta. S'imbatte in un giovane orfano, Gallius Rax, che un giorno diverrà ammiraglio imperiale e avrà un ruolo cruciale nella cosiddetta Operazione Cenere di Palpatine. Intrufolatosi clandestinamente sul vascello dell'Imperatore, l'Imperialis, il piccolo Galli riceve da Sheev Palpatine in persona un incarico molto importante: proteggere con la vita il sito che i droidi dell'Imperatore hanno appena cominciato a costruire. Gallius accetta.
Dopo gli eventi del primo libro, la squadra dei protagonisti guidata da Norra Wexley è impegnata in missioni di ricerca e cattura di fuggiaschi appartenenti a ciò che resta dell'Impero, come il viceammiraglio Gedde. Siamo nel 5 ABY, la Nuova Repubblica è appena nata su Chandrila e Leila Organa ne è membro di spicco. Insieme con la nuova cancelliera della Repubblica, Mon Mothma, Leila cerca di trattare una complicata pace con i resti dell'organizzazione imperiale intercettando Mas Amedda, burocrate a capo del Consiglio imperiale e primo consigliere politico del defunto Palpatine. Non solo, perché nel frattempo l'ex principessa di Alderaan è anche impegnata ad aiutare i superstiti alderaaniani a trovare una nuova casa: dona infatti uno dei rottami più grandi della distrutta Morte Nera II perché la cultura del suo pianeta possa ricrearsi in una base orbitante. Ma Leila ha anche un'altra grande preoccupazione: per questo manda Wedge Antilles, ora a capo del controspionaggio della Repubblica, a chiamare Norra per chiederle un favore personale: suo marito Ian Solo (i due si sono sposati poco dopo la battaglia di Endor) è scomparso nella ricerca del suo inseparabile amico Chewbecca, e Leila vuole che la sua squadra indaghi. Norra e gli altri partono alla volta di Kashyyyk.
Nel frattempo sulla nave Ravager l'ammiraglio Rae Sloane, ufficiale imperiale più alto in grado, incontra Gallius Rax. Il misterioso Rax le rivela la costituzione imminente del Consiglio Ombra, a cui prenderanno parte pochi eletti scelti dall'Imperatore, tra cui Brendol Hux, direttore di una delle accademie imperiali e padre di Armitage Hux, futuro comandante dell'esercito del Primo Ordine, e che sono destinati a portare l'Impero nella sua nuova fase, il nuovo ordine. L'ammiraglio si reca allora su Coruscant, alla ricerca negli archivi imperiali di informazioni sul poco raccomandabile Rax, senza successo. Sloane allora minaccia e interroga Mas Amedda, che finalmente confessa che le informazioni su Gallius Rax sono all'interno dei resti dell'Imperialis, il vascello dell'Imperatore che si trova su Ord Mantell. Sempre nell'ex capitale, Sloane ingaggia il cacciatore di taglie Mercurial Swift perché le porti Brendol Hux, come da ordini ricevuti e perché trovi l'Imperialis e gli porti le informazioni su Rax.
Mentre Norra e Wedge (tra i due c'è una simpatia) seguono le tracce del Millennium Falcon, un altro membro del team di Norra, l'ex spia imperiale Sinjir Rath Velus interroga Yupe Tashu nelle carceri di Chandrila: torturato, Tashu indirizza la squadra sul pianeta Irudiru. Gallius Rax, riunito il Consiglio Ombra, rivela di aver raggruppato e nascosto una grande flotta di navi imperiali nelle regioni ignote della galassia. Dopodiché comunica a Sloane la prossima mossa: attaccare la capitale della Nuova Repubblica, Chandrila.
Giunta su Irudiru, la squadra di Norra si avvicina al palazzo di Golas Aram, il più celebre tra gli architetti imperiali, sulle cui tracce sembra essere anche Ian Solo. Proprio l'ex contrabbandiere Solo sorprende la squadra alle spalle. Chiarito l'equivoco, Ian racconta agli altri com'è andata la faccenda: lasciata l'Alleanza Ribelle (ora Nuova Repubblica), Ian con Chewbecca aveva allestito una piccola flotta di mercenari con l'intento di liberare il pianeta natale degli wookiee, Kashyyyk, dalle truppe imperiali che ancora lo stavano saccheggiando e distruggendo. Ma qualcuno ha fatto il doppio gioco, Chewbecca è stato catturato e lui è fuggito. La prigione su Kashyyyk in cui è tenuto Chewbecca è stata progettata da Golas Aram: ecco perché Ian è su Irudiru.
Su Chandrila, Leila ha un duro scontro verbale con Mon Mothma e l'ammiraglio Ackbar: non vogliono aiutare la liberazione di Kashyyyk, è troppo pericoloso e la ritengono una richiesta troppo impulsiva. La Repubblica sta ottenendo numerose vittorie strategiche sull'Impero soprattutto grazie a un prezioso informatore anonimo, l'Operatore, e va bene così. Leila, frustrata, si ritira a meditare come le ha insegnato suo fratello Luke Skywalker, che scopriamo essere partito per un lungo viaggio dopo averla addestrata alle vie della Forza per un periodo. Mentre medita, Leila avverte la Forza nel bimbo che porta in grembo. Il figlio di Ian, Ben Solo.
Catturato l'architetto alieno Golas Aram, tocca a Sinjir l'interrogatorio. Poco dopo, grazie ai codici forniti da Aram, la squadra di Norra con a capo Ian Solo elude il blocco di star destroyer in orbita su Kashyyyk e riesce a scendere in superficie. Sulla Ravager, Gallius Rax e l'ammiraglio Solane si accorgono di tutto, ma scelgono di non intervenire. Entrato nella terribile prigione imperiale, la Ashmead's Lock, la squadra di Solo viene in parte catturata, in parte assalita da droidi-insetto, ma alla fine riesce a liberare centinaia di prigionieri ribelli. Tra questi c'è Chewbecca, che può riabbracciare l'amico Ian. Ma tra i prigionieri c'è anche Brentin Wexley, marito di Norra e padre di Temmin, che entrambi credevano morto. Il pianeta è ancora in mano all'Impero però, e Norra è ferita: la squadra decide così di dividersi; Norra, Temmin e Brentin faranno ritorno a Chandrila con il Millennium Falcon e le centinaia di prigionieri salvati, mentre Ian, Chewbecca e gli altri resteranno su Kashyyyk.
Su Chandrila arriva un nuovo messaggio del misterioso Operatore. Stavolta è un ologramma, e l'informatore rivela sé stesso: si tratta dell'ammiraglio Rae Sloane. Dice a Leila, Mon Mothma e Ackbar di voler discutere una tregua. I tre rispondono che dovranno discuterne con i senatori. Sloane ribatte, opportunisticamente, di farlo in fretta, a Chandrila, e possibilmente in segreto.
Un mese dopo, fervono i preparativi per il cosiddetto "Giorno della Liberazione", una festa organizzata davanti al palazzo del Senato della Nuova Repubblica su Chandrila che si terrà mentre all'interno la Nuova Repubblica e l'ammiraglio Sloane tratteranno i termini della resa dell'Impero. L'unica a non gioire è Leila: Ian e la sua squadra sono ancora su Kashyyyk, che è ancora nella morsa dell'Impero, e non danno notizie da settimane. La principessa di Alderaan decide che è il caso di prendere di petto la questione, e dopo un durissimo litigio con Mon Mothma (in cui il Cancelliere le dice una volta per tutte che la Repubblica non interverrà nella liberazione di Kashyyyk per non mettere a repentaglio i termini della resa imperiale) Leila capisce che è sola, e decide di fare di testa sua.
Su Kashyyyk, il Gran Moff Lozen Tolruck, governatore imperiale è a caccia per gioco di wookiee prigionieri di guerra. Nel frattempo, uno dei suoi leccapiedi, il comandante Sardo, gli comunica che la città di Awrathakka è sotto attacco di una cellula di ribelli e che c'è un tenente che attende di essere ricevuto che porta un messaggio importante da parte dell'ammiraglio Sloane. Al colloquio, il tenente si rivela essere Sinjir travestito: Lozen non si fa sorprendere, e ferisce Sinjir con un pugnale kishakk. Ma poco importa: il piano della squadra di Ian Solo er quello di avvicinarsi abbastanza al governatore per disattivare con un congegno wi-fi il chip inibitori installato nelle centinaia di wookiee schiavi del perfido Gran Moff. Liberati gli wookiee, inizia la violenta battaglia per la liberazione di Kashyyyk. Tolruck si dà alla fuga, ma prima di morire per mano di una delle sue schiave wookiee, comunica agli star destroyer in orbita sopra il pianeta di aprire il fuoco per raderlo al suolo. Ian ha però un piano: con una navetta imperiale raggiunge uno degli star destroyer in orbita, s'infiltra con la squadra in plancia e si fa catturare.
Nella capitale di Chandrila, Hanna City, mentre impazza la parata per la festa, l'ammiraglio Sloane viene ricevuta da Mon Mothma. Intanto, con l'aiuto della vecchia amica Evaan Verlaine, pilota alderaaniana, Leila ruba il Millennium Falcon, si defila dai festeggiamenti del Giorno della Liberazione e parte in direzione Kashyyyk. Quindi chiama Wedge Antilles su Chandrila e gli comunica, perché lo riferisca a Mon Mothma, che sta per consegnarsi alla flotta imperiale: se la Nuova Repubblica vorrà salvarla, è il caso che si muova in fretta. Cosa che avviene regolarmente: è Ackbar stesso, con l'incrociatore Mon calamari Home One e una nutrita squadriglia di caccia Ala-X ad aggiungersi al Falcon di Leila che sta attaccando da solo lo star destroyer. Le forze della Nuova Repubblica abbordano la nave imperiale, Ian e gli altri sono finalmente salvi, e Leila può riabbracciare suo marito.
Nello stesso momento, mentre osserva la diretta dei festeggiamenti dalla sua nave, Gallius Rax decide che è il momento di attaccare la Nuova Repubblica, e dà il segnale. Sul palco delle autorità, Mon Mothma, vicino all'ammiraglio imperiale Rae Sloane, sta tenendo il discorso alla folla festante. Non fa in tempo a presentare i prigionieri liberati di Kashyyyk che questi, con Brentin Wexley in testa, fanno fuoco sul cancelliere. Scoppia il panico. Mon Mothma è ferita ma è viva; il generale Madine, eroe della battaglia di Endor, e altre autorità sul palco, no; Rae Sloane, furiosa, dà la colpa al piano di Rax: non ha mai voluto attaccare in massa la Nuova Repubblica, ma solo ferirla subdolamente con un assassinio mirato. Ha dunque ordinato che quei prigionieri fossero ricondizionati e li ha trasformati in macchine omicida. Ma non è questo il modo di operare dell'Impero. Decide che dovrà eliminarlo una volta per tutte, e si riprenderà ciò che ne resta. Fugge dal palazzo allora, inseguita da Norra Wexley: Sloane è quasi giunta sulla piattaforma di atterraggio quando con un colpo da cecchino Norra la centra in pieno, facendola precipitare nel vuoto di Hanna City. Ferita, Sloane riesce comunque a prendere una nave e a scappare da Chandrila, aiutata da Brentin Wexley. Il marito di Norra vuole scoprire cosa gli è accaduto, vuol vendetta. Insieme impostano la rotta per Jakku: il cacciatore di taglie Mercurial Swift le ha infatti finalmente comunicato che è da lì che Rax viene.
Complice il trambusto, Yupe Tashu viene fatto fuggire dalle carceri di Chandrila. Saputo dell'attentato su Chandrila, Leila e Ian si rimettono in viaggio con il Falcon, solo dopo aver salutato Chewbecca, forse per l'ultima volta.
Settimane dopo, a causa della sua bravata, Leila è stata "gentilmente" allontanata dalle questioni del Senato. Poco male: l'ex principessa di Alderaan è pronta a imbarcarsi con Norra e la sua squadra per un'altra missione. Andare a caccia dell'ammiraglio Rae Sloane.
Su Jakku, Sloane e Brentin fanno domande su Rax. Nessuno sa nulla. Finché in cielo non compare il Ravager, e poi tutte le altre decine di star destroyer che Rax teneva nascosti nelle nebulose delle regioni ignote. Gallius Rax è tornato a casa sua, ed è pronto a dare inizio all'ultimo atto del piano del suo Imperatore.